# Léry
Léry é uma comuna francesa na região administrativa da Normandia, no departamento de Eure. Estende-se por uma área de 13,47 km². Em 2010 a comuna tinha 2 066 habitantes (densidade: 153,4 hab./km²).